# Des Peres
Des Peres (französisch: Des Pères) ist eine City im St. Louis County im US-Bundesstaat Missouri. Das U.S. Census Bureau hat bei der Volkszählung 2020 eine Einwohnerzahl von 9.193 ermittelt.

## Geographie
Die Koordinaten von Des Peres liegen bei 38°35'46" nördlicher Breite und 90°26'50" westlicher Länge.
Nach Angaben der United States Census 2010 erstreckt sich das Stadtgebiet von Des Peres über eine Fläche von 11,19 Quadratkilometer (4,32 sq mi).

## Bevölkerung
Nach dem United States Census 2010 lebten in Des Peres 8373 Menschen verteilt auf 3051 Haushalte und 2474 Familien. Die Bevölkerungsdichte betrug 748,3 Einwohner pro Quadratkilometer (1938,2/sq mi).
Die Bevölkerung setzte sich 2010 aus 94,3 % Weißen, 0,9 % Afroamerikanern, 3,1 % Asiaten, 0,2 % amerikanischen Ureinwohnern, 0,3 % aus anderen ethnischen Gruppen und 1,2 % stammten von zwei oder mehr Ethnien ab.
In 35,3 % der Haushalte lebten Personen unter 18 Jahre und in 7,8 % Menschen die 65 Jahre oder älter waren. Das Durchschnittsalter betrug 45,9 Jahre und 48,5 % der Einwohner waren männlich.

## Belege
1. ↑  Explore Census Data Total Population in Des Peres city, Missouri. Abgerufen am 2. Februar 2023.
2. ↑   United States Census
3. ↑   American Fact Finder